# Max Peschel
Max Peschel (* 25. September 1886 in Neumarkt in der Oberpfalz; † 27. August 1969 in München) war ein deutscher Verwaltungsdirektor, Verbandsfunktionär und Politiker der SPD.

## Leben und Beruf
Nach dem Besuch der Volksschule in München absolvierte Peschel die Lehre zum Metall- und Eisendreher und war in mehreren Werkstätten und Fabriken im erlernten Beruf tätig. Nachdem er im Ersten Weltkrieg als Soldat im Einsatz war, übernahm er später eine Tätigkeit als Referent in der Kriegsinvalidenfürsorge im Bayerischen Arbeitsministerium und gehörte dem Vorstand der AOK München an. Von 1921 an gehörte er dem Vorstand der Landesversicherungsanstalt Oberbayern an.
Seit 1903 war in der deutschen Gewerkschaftsbewegung aktiv. 1919 wurde er zum Arbeitersekretär im Ortsausschuss München des Allgemeinen Deutschen Gewerkschaftsbundes berufen, dort leitete er auch die Rechtsabteilung. Aus diesem Amt wurde 1933 aus politischen Gründen entlassen. In der Zeit des Nationalsozialismus übernahm er eine Tätigkeit als Wirtschaftstreuhänder.
Nach dem Krieg kehrte Peschel 1945 zur Landesversicherungsanstalt Oberbayern (heute Deutsche Rentenversicherung Bayern Süd) zurück und übernahm dort das Amt des Direktors. Daneben war er von 1945 bis 1947 erster Vorsitzender des wiedergegründeten Landesverbandes der Arbeiterwohlfahrt sowie Gründungsmitglied des Verbandes der Kriegsbeschädigten, Kriegshinterbliebenen und Sozialrentner Deutschlands und von 1946 bis 1957 erster Vorsitzender und danach Ehrenvorsitzender des Bayerischen Landesverbandes.

## Politik
1905 trat Peschel in die SPD ein. Von 1928 bis 1932 gehörte er dem damaligen Bayerischen Landtag als Abgeordneter an. 1946 wurde er erneut in den Bayerischen Landtag gewählt und gehörte diesem eine Wahlperiode lang bis 1950 an. Ab 1947 war er dort stellvertretender Vorsitzender des Ausschusses für Sozialpolitische Angelegenheiten.

## Ehrungen
- 1954: Bundesverdienstkreuz
- 1956: Großes Bundesverdienstkreuz
- 1959: Bayerischer Verdienstorden
- Max-Peschel-Haus des VdK in Berchtesgaden